# In My Life (álbum de George Martin)
In My Life es un álbum recopilatorio de 1998 producido por George Martin.
El CD está compuesto por versiones cover de canciones de The Beatles. La versión de Jeff Beck de «A Day in the Life» fue nominada a los Premios Grammy de 2000 en la categoría de «Mejor interpretación instrumental pop».

## Lista de canciones
A continuación se muestran canciones solamente de John Lennon y Paul McCartney, excepto donde se indique:
1. Come Together – 4:37
  - Con Robin Williams y Bobby McFerrin en la voz
2. «A Hard Day's Night» – 3:24
  - Con Goldie Hawn en el teclado y la voz
3. «A Day in the Life» – 4:44
  - Una versión instrumental, con Jeff Beck en la guitarra
4. «Here, There and Everywhere» – 3:18
  - Con Céline Dion en la voz
5. «Because» – 3:18
  - Con Vanessa-Mae en el violín
6. «I Am the Walrus» – 4:31
  - Con Jim Carrey en el teclado y la voz
7. «Here Comes the Sun (George Harrison)» – 3:30
  - Con el guitarrista John Williams
8. «Being for the Benefit of Mr. Kite» – 2:58
  - Con Billy Connolly en la voz
9. «The Pepperland Suite (George Martin)» – 6:19
  - Originalmente apareció en el álbum de 1969 Yellow Submarine, con nuevos arreglos
10. «Golden Slumbers»/«Carry That Weight»/«The End» – 5:38
  - Con Phil Collins en la batería, percusión y en la voz
11. «Friends and Lovers (George Martin)» – 2:24
12. «In My Life» – 2:29
  - Con Sean Connery en la voz principal
13. «Ticket to Ride» – 3:56
  - Con The Meninas Cantoras de Petropolis en la voz, solamente incluida en la versión sudamericana
14. «Blackbird» – 2:59
  - Con Bonnie Pink en el teclado y la voz, solamente incluida en la versión japonesa

- Datos: Q2556792